# Matilda Marshal
Matilda Marshal (Maud Marshal; umrla 27. ožujka 1248.) bila je srednjovjekovna plemkinja, grofica Norfolka i Surreya.
Njezin je otac bio vitez Vilim Marshal, 1. grof Pembrokea. Vilimova je žena Izabela de Clare bila Matildina majka.
Negdje prije korizme 1207., Matilda se udala za Huga Bigoda, 3. grofa Norfolka. Ovo je popis njihove djece:
- Rogerije Bigod, 4. grof Norfolka[4]
- Hugo Bigod
- Izabela Bigod?
- Ralph Bigod
- Vilim Bigod?

Hugo je umro 1225., a iste se godine Matilda preudala za Vilima de Warennea, 5. grofa Surreya, kojem je rodila Izabelu (barunica Bywella) i sina Ivana.
Matilda je umrla 27. ožujka 1248. te je pokopana u opatiji u Tinternu.